# Elements
Elements é o segundo álbum do duo brasileiro Elekfantz, lançado em 26 de junho de 2020 através do selo D.O.C. O disco foi desenvolvido desde meados de 2018, com a produção de Gui Boratto. Segundo o duo, Elements é um álbum "com músicas mais maduras em termos de letras, arranjos e timbres."

## Antecedentes e desenvolvimento
A maior parte das faixas do álbum nasceu na estrada, durante uma turnê mundial. Considerado mais completo e mais maduro, “Elements” marca um momento especial na carreira de Daniel e Leo.